# جابر بن عبدالله انصاری
جابر بن عبدالله انصاری (زاده ۱۶ قبل از هجرت – درگذشته ۷۸ ه‍. ق) با نسب کامل جابِرِ بن عبدالله بن عَمرو بن حرام بن کعب بن غَنْم بن سلمة از صحابه محمد و به اعتقاد شیعه، سجاد بود. شیعیان معتقد هستند که او همان‌طور که محمد بشارت داده بود تا زمان امامت محمد باقر زنده بود و سلام محمد را به محمد باقر رساند. به این ترتیب او پنج امام شیعه: علی بن ابی طالب، حسن مجتبی، حسین بن علی، زین العابدین و محمدباقر را درک کرد.

## تولد و کودکی
جابر بن عبدالله بن عمرو انصاری از تیره بنوسلمه از قبیله خزرج است که حدود پانزده سال قبل از هجرت محمد در مدینه به‌دنیا آمد. البته تولد او را ۱۶ سال قبل از هجرت و سن او را در حادثه بدر ۱۸ سال هم نوشته‌اند. اولین موردی که مورخان از جابر آورده‌اند، حضور او با پدرش در بیعت عقبه دوم در سال ۱۳ بعثت است. وی کم سال‌ترین ناظرِ بیعت اوسیان و خزرجیان با محمد بود و احتمالاً در آن هنگام ۱۶ سال داشته‌است.

## نسبت
جابر بن عبدالله انصاری در روایات مختلف ۱۹ یا ۱۷ یا ۱۸ غزوه شرکت کرده‌است. از کنیه‌های او ابوعبدالرحمن و ابومحمد است.
سیره‌نویسان نسب جابر را چنین نوشتند: جابربن عبدالله بن عمرو بن حرام بن کعب بن غنم بن کعب بن سلمة. عبدالله بن عمرو- پدر جابر از مردم مدینه و از طایفه خزرج بود. وی درمیان مردم مدینه از نخستین کسانی بود که قبل از هجرت محمد (از مکه به مدینه) قبول اسلام کرد و در محل عقبه اولاً با محمد بیعت کرده‌است.
در مورد نسب مادر جابر چنین نوشته‌اند: نسیبه- دختر عقبة بن عدی بن سنان بن هابی یا (یابی) بن زید بن حرام بن کعب و در حقیقت عبدالله با دختر عموی پدرش ازدواج کرده‌است.

## مسلمان شدن
عبدالله پدر جابر از بزرگان قبیله خزرج و از نخستین مسلمانان مدینه بود و در بیعت عقبه شرکت نموده و از کسانی بوده که سوگند خوردند پس از مهاجرت محمد به مدینه جان و مال خود را فدای او کنند.

## پس از هجرت پیامبر
پس از هجرت پیامبر از مکه به مدینه، جابر از کسانی بود که در بیشتر غزوه‌ها حضور داشت و فقط در غزوه بدر و احد غایب بود گرچه برخی گفته‌اند که او در غزوه بدر آب‌رسان بوده‌است.
در سال ۳ هجرت و پیش از غزوه ذات الرقاع، جابر با بیوه‌ای به نام سُهَیْمه، دختر مسعود بن اوس، ازدواج کرد تا بتواند پس از کشته‌شدن پدرش، از ۹ خواهر خود بهتر سرپرستی کند. در این هنگام جابر با مشکلات مالی دست به گریبان بود و دیونی از پدر خود برعهده داشت. چندی بعد در راه بازگشت از غزوه ذات الرقاع (سال چهارم هجرت) رسول الله جویای حال جابر شد و مشکل مالی او را برطرف و برای او استغفار نمود.

## پس از درگذشت پیامبر
وی پس از پیامبر اعتبار خود را حفظ کرد و در فعالیت‌های سیاسی و نظامی مشارکت داشت. بر اساس منابع شیعی جابر جزو ۶–۷ صحابه ای بود که در جریان سقیفه نسبت به علی ابن ابی‌طالب وفادار بود و خلافت و جانشینی را حق وی می‌دانست. وی از نخستین بیعت کنندگان با علی ابن ابیطالب به خلافت بود. در جنگ صفین با لشکر معاویه جنگید. هنگامی که معاویه پس از کشته‌شدن علی ابن ابیطالب مردم مدینه را به بیعت فراخواند، آن را بیعت ضلال خواند. وی در سفری که به شام داشت با معاویه برخورد انتقادی داشت و صله او را نپذیرفت.

## در کربلا
او یکی از یاران محمد بود. اما به دلیل نابینایی نتوانست در کربلا حاضر شود و از حسین بن علی دفاع کند. بر اساس روایات امامی او اولین فردی بود که قبر حسین بن علی را ۴۰ روز پس از واقعه عاشورا زیارت کرد. و این نخستین اقدام شیعه در برگزاری مراسم اربعین شناخته می‌شود.

## فضلیت‌ها
جابر در شماره آن گروه از صحابه است که شیعه و سنی در بزرگداشت او اتفاق نظر دارند. به گزارش ترمذی، احمد بن حنبل و ابن حبان، از فضایلش این بود که ۲۵ بار محمد برای وی در ماجرای «لیلة البعیر» استغفار کرد. در روایتی جعفر الصادق جابر را از منقطعان به اهل بیت شمرده و در روایتی دیگر در شماره چند تن از اصحاب علی ابن ابیطالب قرار گرفته که به آنها بشارت بهشت داده شده‌است. کشی در حدیثی نقل کرده‌است پیامبر اسلام طول عمر جابر را پیش‌بینی کرده‌است و از او خواسته تا سلام او را به محمد باقر برساند.

## جایگاه علمی
جابر در میان صحابه از اعتبار علمی خاصی برخوردار بود. در مسجد نبوی حلقه‌ای برای تعلیم داشت. در ارتباط با قرآن رویکرد او بیشتر تفسیری بود. در میان اخبار تفسیری بازمانده از جابر سبب نزول آیات جایگاه ویژه ای به خود اختصاص داده‌است. آنچه از روایات بر می‌آید او مرجعی برای پرسش دربارهٔ اسباب نزول در میان تابعان بوده‌است. در زمینه حدیث وی به عنوان یکی از صحابه پر روایت بوده‌است و مرجعی برای حدیث نبوی در میان تابعان بوده‌است. وی در نقل حدیث دقت بالایی داشته‌است. در منابع حدیثی اهل سنت ۱۵۴۰ حدیث از پیامبر به نقل از جابر ثبت شده‌است که برخی از آنها مشترک می‌باشد به‌طور مثال بین صحیح بخاری و مسلم ۶۰ حدیث مشترک از جابر وجود دارد. در منابع شیعی احادیث اندکی از جابر نقل ثبت شده‌است. اما اسناد نشان مید هد که در سده‌های نخستین هجری نسخه ای دربردارنده مجموعه احادیث جابر در میان شیعیان دست به دست می شوده است که در مشیقه کتاب من لایحضر الفقیه بدان اشاره شده‌است.
جابر در دانش فقه نیز سرآمد بود و در زمان خود به عنوان مرجع افتا در مدینه بوده‌است بخصوص پس از درگذشت عبدالله بن عمر در سال ۷۳ مرجعی بی رقیب در فقه مدینه بوده‌است. یکی دیگر از ویژگی‌های فقی جابر نگاه تحولی او به فقه بوده‌است به گونه ای که به تقدم و تأخر حکم‌ها و ناسخ و منسوخ بودن آنها توجه داشته‌است. وی در مورد لغو ذکر حی علی خیرالعمل در اذان و منبع بیع ام ولد و نکاح متعه بیان کرده‌است که اینها در عصر خلیفه دوم تغییر کرده‌اند و در عصر پیامبر اسلام و خلیفه اول خلاف آن انجام می‌شده‌است. وی همچنین به عنوان مرجعی در مسائل تاریخی شناخته می‌شد بگونه که حسین بن علی در احتجاجات خود در باب وقایع فراموش شده مخاطبانش را به پرسش از جابر فرامیخواند.

## حدیث اولی‌الامر
حدیث جابر یک حدیث مشهور است که شیعیان برای اثبات و تعیین امامت به آن تمسک می‌جویند. نام این حدیث برگرفته از نام جابر بن عبدالله انصاری، یکی از اصحاب محمد است. در این حدیث پیامبر اسلام در پاسخ به سؤال جابر، اولی‌الامر را برای جابر معرفی می‌کند که همان امامان شیعه می‌باشند.

## درگذشت
معروف است که جابر ابن عبدالله انصاری آخرین نفر از اصحاب محمد بود که در سال‌های بین ۷۰ تا ۸۰ هجری درگذشت و به گزارش دانشنامه بزرگ اسلامی در معتبرین روایات ۹۴ سال عمر کرده و در سال ۷۴ قمری درگذشته است.حسن مثنی جنازه اش را به دوش کشید و ابان بن عثمان بن عفان که والی مدینه بود بر او نماز جنازه خواند. بقباء، 
 و در این مورد کلامی از جعفرصادق در اصول کافی {ج۱ص۴۶۹} نقل شده‌است. بسیاری از احادیث معتبر از جمله لوح فاطمه و حدیث غدیر خم از جابر بن عبدالله روایت شده‌است که زندگی جابر و احادیث وی در کتابی به نام (زندگی پر افتخار جابربن عبدالله انصاری پاسدار حکومت صالحان نوشته محمد محمدی اشتهاردی)و کتب دیگر نوشته شده‌است.